# Университет обороны (Белград)
Университет обороны (серб. Универзитет одбране) — сербский государственный университет (высшее военно-учебное заведение), расположенный в Белграде. Основан распоряжением Правительства Сербии от 24 февраля 2011 года. Состоит из Военной академии и Медицинского факультета Военно-медицинской академии.

## История
Университет образован в качестве независимого высшего учебного заведения. Целью его учреждения была гармонизация образовательного и научно-исследовательского потенциалов в системе обороны. Предполагалось, что сотрудничество университета с другими сербскими высшими учебными заведениями принесёт вклад в дальнейшее развитие образовательной и научно-исследовательской деятельности в стране. Первым ректором университета был назначен генерал-майор Вооружённых сил Сербии, доктор Миодраг Евтич.
Университет занимается образовательной деятельностью, а также проведением фундаментальных и прикладных исследований, направленных на улучшение образовательного процесса в области систем обороны. Также занимается сбором, защитой и хранением архивных и регистрационных материалов в Министерстве обороны и Вооружённых силах Сербии.
В 2024 году Университет обороны заключил с компанией НИС меморандум о сотрудничестве в области образования, исследований и передачи знаний. Меморандум подписали ректор университета бригадный генерал доктор Бобан Джорович и заместитель гендиректора НИС Вадим Смирнов.

## Структура
В состав Университета обороны при образовании вошли Медицинский факультет Военно-медицинской академии и Военная академия. В настоящее время в структуру Университета обороны входят:
- Медицинский факультет
- Военная академия
  - Военная гимназия
  - Среднее военное специальное училище имени 1300 капралов
- Школа национальной обороны имени воеводы Радомира Путника
- Институт стратегических исследований
  - Военный архив

## Подготовка
Медицинский факультет Военно-медицинской академии проводит аккредитованные научные исследования в области медицинских наук и здравоохранения. Учащиеся факультета осваивают соответствующую учебную программу, в основе которой лежит программа подготовки будущих врачей. Военная академия предлагает курсантам на выбор две учебные программы (с уклоном в общественно-гуманитарные или технические науки). В университете есть не только стандартные программы обучения (бакалавриат), но и магистратура, специалитет и аспирантура.
Военная гимназия занимается вопросами планирования, организации и проведения учебно-воспитательной работы, а также повышения качества преподавания и условий труда в процессе обучения. Среднее военное специальное училище занимается теми же вопросами с целью приобретения учащимися знаний, навыков, психофизических характеристик и моральных ценностей, необходимых будущим младшим офицерам. Школа национальной обороны имени воеводы Радомира Путника решает задачи подготовки профессиональных офицеров, разработкой и внедрением программ обучения, а также сотрудничает с организационными подразделениями Министерства обороны и Генерального штаба, учебными заведениями и научными организациями в Сербии и за рубежом.
Институт стратегических исследований проводит научные исследования в области безопасности и обороны, организации и основных принципов моделирования аспектов обороны — экономических, социологических, психологических и других. В его структуру входит военный архив, который собирает, защищает и хранит архивные и учётные материалы Министерства обороны и Вооруженных сил Сербии.

## Ректоры
- Миодраг Евтич[серб.] (2011—2014)
- Младен Вуруна[серб.] (2014—2018)
- Горан Радованович (2018—2022)
- Бобан Джорович[серб.] (2022—н.в.)

## Награды
- Орден Белого орла с мечами III степени (15 февраля 2021)[5][6]